# Ейбоженко Олексій Сергійович
Олексій Сергійович Ейбоженко (рос. Алексей Сергеевич Эйбоженко; 6 лютого 1934, Москва, СРСР — 26 грудня 1980, Москва, СРСР) — радянський актор театру та кіно. Лавреат Національної премії НДР за роль Олександра Циганкова у фільмі «Мені було 19».

## Життєпис
Олексій Ейбоженко народився 6 лютого 1934 року в Москві.
Закінчив Театральне училище імені М.С. Щепкіна у 1957 році (курс Віри Пашенної). Свої перші ролі на сцені Олексій Ейбоженко зіграв, ще будучи студентом театрального училища.
Після закінчення навчання, у 1957 році Олексій Ейбоженко стає актором Воронезького драматичного театру імені Михайла Кольцова.
У 1959 році перейшов до Московського театру драми і комедії на Таганці. Тут він познайомився зі своєю майбутньою дружиною, акторкою Наталією Кенігсон.
З 1964 року Олексій Ейбоженко актор Академічного театру імені Володимира Маяковського.
Через три роки, у 1967 році, Олексій Ейбоженко переходить у Малий театр, де працював до своєї смерті.
Олексій Ейбоженко помер 26 грудня 1980 року в Москві. Похований на 59-ій дільниці Ваганьковського цвинтаря.
Життю і творчості актора присвячена глава 47 циклу «Щоб пам'ятали» Леоніда Філатова.

## Сім'я
Дружина — акторка та режисер Наталія Володимирівна Кенігсон. Син — журналіст, телеведучий Олексій Ейбоженко.

## Творчість

### Ролі у театрі
Малий театр
- 1967 — «Вкрали консула» Георгія Мдівані — Чезаре
- 1967 — «Вища міра» Михайла Маклярского і Костянтина Раппопорта — Зотов
- 1968 — «Дачники» Максима Горького — Кропілкін
- 1968 — «Кримінальне танго» Еґона Раннета — Юккі
- 1968 — «Твій дядя Міша» Георгія Мдівані — Валерій
- 1969 — «Син» Анатолія Софронова — Сергій Померанцев
- 1969 — «Палата» Самуїла Альошина — Ординатор
- 1969 — «Розбійники» Шиллера — Франц
- 1969 — «Людина і глобус» В. Лаврентьєва — Цвєтков
- 1970 — «Визнання» Сави Дангулова — Посол
- 1970 — «Емігранти» Анатолія Софронова — Лінкс
- 1970 — «Растеряева вулиця» по Глібу Успенському — Михайло Іванович
- 1971 — «Кримінальне танго» Еґона Раннета — Філософ
- 1971 — «Прірва» І. Дарвіша — Франц Ковач
- 1973 — «Цар Федір Іоанович» Олексія Толстого — Князь Василь Шуйський
- 1975 — «Перед заходом сонця» Гергарта Гауптмана — Еріх Кламрот
- 1975 — «Російські люди» Костянтина Симонова — Розенберг
- 1977 — «Любов Ярова» Костянтина Треньова — Пікалов
- 1978 — «Змова Фієско в Генуї» Шиллера — Мавр
- 1979 — «Мамуре» Ж. Сарман — Орас
- 1979  — «Берег» Юрія Бондарева — Алекс
- 1980 — «Вербенька не плакуча» Михайла Алексєєв — Епіфана Курдюков
- 1980 — «Одруження Бальзамінова» Олександра Островського — Неуеденов

### Ролі у кіно
- 1960 — «Проста історія» — секретар
- 1962 — «Третій тайм» — Лемешко[1]
- 1963 — «При виконанні службових обов'язків» — Нема Брок
- 1965 — «Людина без пашпорту» — Костянтин Лежнев
- 1966 — «Лебедєв проти Лебедєва» — Валька Смирнов
- 1966 — «Подорож» — Петро
- 1966 — «По тонкому льоду» — Андрій Трапезников
- 1967 — «Бунтівна застава» — революціонер Васильович
- 1967 — «Тисяча вікон» — Андреєв
- 1968 — «Мені було дев'ятнадцять» — Олександр Циганков
- 1968 — «Любити…» — хлопець на вечірці
- 1969 — «Десята частка шляху» — Павло Коротков
- 1970 — «Дорога на Рюбецаль» — «Дід», командир партизанського загону
- 1970 — «Серце Росії» — Аросев
- 1972 — «Бій після перемоги» — Полковник Вінніков[2]
- 1972 — «Візит ввічливості» — Віктор Олександрович
- 1973 — «Сімнадцять миттєвостей весни» — Макс Гюсман
- 1973 — «За годину до світанку» — Суслов
- 1973 — «Дитинство. Отроцтво. Юність»
- 1974 — «Схованка біля Червоних каменів» — слідчий КДБ майор Бахтін
- 1974 — «Високе звання. Фільм 2. Заради життя на землі» — комісар Данілін
- 1975 — «Варіант «Омега»» — Олександр Федорович Звєрєв
- 1975 — «На все життя» — Данилов Іван Єгорович
- 1975 — «Довіра» — Микола Васильович Криленко
- 1977 — «Поєдинок в тайзі» — комісар
- 1979 — «Час обрав нас» — Степан Лукич Воронецький
- 1979 — «Вигідний контракт» — полковник міліції Микола Осинцев[3][4]
- 1979 — «Мамуре» Жана Сармана — Орас
- 1980 — «Корпус генерала Шубнікова» — підполковник Бородін[5]
- 1980 — «За даними карного розшуку ...» — Ілля Корольов, співробітник держбезпеки
- 1980 — «Ти повинен жити» — Олексій Жигарєв[6]
- 1980 — «Атланти і каріатиди» — Віктор Шугачьов
- 1980 — «Надзвичайні обставини» — Петро Храчев

### На телебаченні
- 1968 — «Борсуки» (телевистава) — Дудін
- 1969 — «Комендант Лаутербурга» (телевистава)
- 1971 — «День за днем» (телесеріал) — Сивий
- 1973 — «Обрив» (телевистава) — Леонтій
- 1973 — «Осінь у Болдіні»
- 1976 — «Тут мій причал» — Іван
- 1980 — «Осінніх днів чарівність»
- 1981 — «Повісті Бєлкіна. Постріл» (телевистава) — оповідач
- 1981 — «Цар Федір Іоанович» (телевистава)

### На радіо
- 1969 — «Дай руку, друже!» — Лайош
- 1973 — «Цар Федір Іоанович» — князь Василь Шуйський
- 1974 — «В списках не значився» (уривки роману Бориса Васильєва)
- 1975 — «Російські люди» — Розенберг